# Puy de l'Espinasse
Le puy de l'Espinasse est un sommet d'origine volcanique culminant à 949 m d'altitude dans le département français du Puy-de-Dôme.

## Géographie
Le puy de l'Espinasse est situé dans la chaîne des Puys, au sein du Massif central.